# Steinscheid
Die Hofstelle Steinscheid ist ein Ortsteil der Gemeinde Lindlar, Oberbergischen Kreis im Regierungsbezirk Köln in Nordrhein-Westfalen (Deutschland).

## Lage und Beschreibung
Steinscheid liegt westlich von Lindlar an der Landesstraße 299 die von dort nach Untereschbach führt. Durch die Hofschaft fließt der Lennefer Bach.

## Geschichte
Der Ort wurde 1487 das erste Mal urkundlich als steyntzhus erwähnt.
Das Lehngut Steinscheid gehörte im Mittelalter zum Bezirk des Hofgericht Steinbach.
Im Jahre 1830 hatte Steinscheid 41 Einwohner. Die meisten waren Kleinbauern oder Tagelöhner. Insgesamt lebten zu dieser Zeit acht Familien in Steinscheid, von denen jedoch nur drei ausschließlich von der Landwirtschaft leben konnten, die anderen mussten zusätzliche Verdienste als Handwerker oder Tagelöhner nutzen. 1850 wurde der gesamte Grundbesitz in Steinscheid durch die Landgüter Frangenberg in Lingenbach und durch den Freiherren von Fürstenberg in Heiligenhoven übernommen. Zwei Wohnhäuser wurden abgebrochen und die Einwohnerzahl sank auf 22. Im Jahre 1906 wurde auch der letzte Hof aufgegeben, das Land durch den Freiherrn von Fürstenberg verpachtet.

## Sehenswürdigkeiten
Der ehemalige Hof Steinscheid ging an das Gelände des Bergischen Freilichtmuseums Lindlar das hier aufgebaut wurde.

## Busverbindungen
Haltestelle Bergisches Freilichtmuseum:
- 332 Wipperfürth – Lindlar – Remshagen – Engelskirchen Bf. (OVAG)

Haltestelle Steinscheid:
- 398 Lindlar – Hohkeppel – (Halfenslennefe) (OVAG, Schulbus)
- 402 Untereschbach – Hohkeppel – Lindlar – Linde – Kürten Schulzentrum (KWS, Schulbus)
- 421 Lindlar – Immekeppel – Moitzfeld – Bensberg (RVK)
- Bürgerbuslinie Lindlar – Hohkeppel